# Summer Live '09
Summer Live '09 fue una gira norteamericana del músico británico Paul McCartney. La gira comenzó el 11 de julio de 2009 en el parque público Halifax Common en Halifax, Nueva Escocia, Canadá, y terminó en el Cowboys Stadium de Arlington, Texas el 19 de agosto de 2009.
Durante la gira, McCartney realizó tres conciertos en Nueva York los días 17, 18 y 21 de julio de 2009 para inaugurar el estadio Citi Field, construido sobre el anterior Shea Stadium, inaugurado en 1965 por The Beatles. Para promocionar los conciertos, McCartney apareció en el programa de televisión Late Show with David Letterman el 15 de julio e interpretó siete canciones en la marquesina del teatro Ed Sullivan (si bien sólo dos canciones, "Get Back" y Sing The Changes", fueran emitidas por televisión).
Good Evening New York City, un álbum en directo que recoge los conciertos ofrecidos en el estadio Citi Field de Nueva York, será publicado en noviembre de 2009.

## Fechas
| Fecha                | Ciudad     | País           | Recinto         |
| -------------------- | ---------- | -------------- | --------------- |
| Norteamérica         |            |                |                 |
| 17 de julio de 2009  | Nueva York | Estados Unidos | Citi Field      |
| 18 de julio de 2009  | Nueva York | Estados Unidos | Citi Field      |
| 21 de julio de 2009  | Nueva York | Estados Unidos | Citi Field      |
| 1 de agosto de 2009  | Maryland   | Estados Unidos | FedExField      |
| 5 de agosto de 2009  | Boston     | Estados Unidos | Fenway Park     |
| 6 de agosto de 2009  | Boston     | Estados Unidos | Fenway Park     |
| 15 de agosto de 2009 | Atlanta    | Estados Unidos | Piedmont Park   |
| 17 de agosto de 2009 | Tulsa      | Estados Unidos | BOK Center      |
| 19 de agosto de 2009 | Arlington  | Estados Unidos | Cowboys Stadium |

## Lista de canciones
1. "Drive My Car"
2. "Jet"
3. "Only Mama Knows"
4. "Flaming Pie"
5. "Got to Get You into My Life"
6. "Let Me Roll It"
7. "Highway"
8. "The Long and Winding Road"
9. "My Love"
10. "Blackbird"
11. "Here Today"
12. "Dance Tonight"
13. "Calico Skies"
14. "Michelle"
15. "Eleanor Rigby"
16. "Sing the Changes"
17. "Band on the Run"
18. "Back in the U.S.S.R."
19. "I'm Down"
20. "Something"
21. "I've Got a Feeling"
22. "Paperback Writer"
23. "A Day in the Life"/"Give Peace A Chance"
24. "Let It Be"
25. "Live and Let Die"
26. "Hey Jude"

Encore
1. "Day Tripper"
2. "Lady Madonna"
3. "I Saw Her Standing There"
4. "Mull of Kintyre"

Encore 2
1. "Yesterday"
2. "Helter Skelter"
3. "Get Back"
4. "Sgt. Pepper's Lonely Hearts Club Band "/"The End"